# Samuel-Heinicke-Realschule München
Die Samuel-Heinicke-Realschule (Abkürzung: SHR) ist eine 1971 von Pfarrer Georg Rückert gegründete, private, staatlich anerkannte Schule für Schwerhörige in München in Trägerschaft der SchulCentrum Augustinum GmbH München. Der offizielle Schulname lautet Samuel-Heinicke-Schule, staatlich anerkannte, private Realschule zur sonderpädagogischen Förderung, Förderschwerpunkt Hören der SchulCentrum Augustinum gGmbH, München.
Ihr Name stammt von dem Pädagogen Samuel Heinicke, der als Erfinder der Deutschen Methode der Gehörlosenpädagogik gilt.
Im September 2006 zog die Schule von München-Pasing nach Nymphenburg in einen Neubau auf dem Gelände der ehemaligen Blindenschule In den Kirschen um. Im September 2007 nahm die Samuel-Heinicke-Realschule den Realschul-Zweig der Bayerischen Landesschule für Gehörlose aus München-Laim auf.
Eine Besonderheit dieser Schule ist die siebenstufige Realschule. Dies bedeutet, dass eine 11. Klassenstufe angeboten wird.

## Sprachlerngruppen
Der Unterricht wird in den Sprachlerngruppen I bis V angeboten:
- I lautsprachlicher Unterricht, Integrationsklassen
- II lautsprachlicher Unterricht, Hörgeschädigtenklassen
- III Unterricht mit Gebärdenunterstützung, Lautsprachbegleitende Gebärden (LbG)  Hörgeschädigtenklassen
- IV bilingualer Unterricht DGS / LbG, Hörgeschädigtenklassen
- V lautsprachlicher Unterricht, Klassen für Schüler mit auditiven Wahrnehmungsstörungen

## Wahlpflichtfächergruppen
Nach dem erfolgreichen Abschluss der 6. Klasse können die Schüler zwischen drei Schwerpunktfächergruppen wählen.
- Gruppe I: Mathematisch-naturwissenschaftlicher Zweig (Schwerpunkt Mathematik, Physik, Chemie, IT)
- Gruppe II: Wirtschaftlicher Zweig (Schwerpunkt Betriebswirtschaftslehre/Rechnungswesen, Wirtschaft, Recht, IT)
- Gruppe IIIb: Musisch-gestalterischer Zweig (Schwerpunkt Kreativität, Fantasie, musische, handwerkliche bzw. sportliche Begabungen)

Die Wahlpflichtfächergruppe IIIa Fremdsprachlicher Bereich (Schwerpunkt
Französisch, Spanisch oder Tschechisch und BwR) wird derzeit an der SHR nicht angeboten.

## Infrastruktur
Eine weitere Besonderheit sind die kleinen Klassen von 7 bis 14 Schülern. Die Klassenzimmer sind mit einer Höranlage versehen. Da die Samuel-Heinicke-Realschule die einzige Realschule für Hörgeschädigte in Bayern ist, gibt es für die Schüler Heimunterkünfte im Studienheim direkt an der Schule.